# James Gairdner
James Gairdner (* 22. März 1828 in Edinburgh; † 4. November 1912)  war ein britischer Neuzeithistoriker mit dem Schwerpunkt englischer Geschichte des 15. und 16. Jahrhunderts (frühe Tudor-Zeit).
Er war der Sohn des Arztes John Gairdner (1790–1876) und Bruder des Medizinprofessors James Tennant Gairdner und wuchs in Edinburgh auf, wo er auch studierte. Ab 1846 war er am Public Record Office in London, wo er bis zu seiner Pensionierung 1900 blieb.
Er gab Dokumente zur englischen Geschichte vornehmlich aus der Zeit von Richard III., Heinrich VII. und Heinrich VIII. heraus.
Er gab die Letters and Papers illustrative of the reigns of Richard III. and Henry VII. (London von 1861 bis 1863) heraus für die Rolls Series und er gab von 1862 bis 1910 den Calendar of Letters and Papers of the reign of Henry VIII. heraus (anfangs mit John S. Brewer, zuletzt mit R. H. Brodie), in insgesamt 21 Bänden in 33 Teilen (wobei rund 100.000 Dokumente verzeichnet wurden).
Außerdem veröffentlichte er die Paston Letters (London von 1872 bis 1875 und 1896 sowie 1900/1910), eine Dokumenten- und Briefsammlung der Familie Paston aus Norfolk, die als wichtige Quelle für die Zeit der Rosenkriege und die frühe Tudorzeit gelten. Für die Camden Society gab er Historical Collections of a citizen of London (1876) heraus und Three 15th-century chronicles (London 1880).
Er schrieb Kapitel für die Cambridge Modern History, Beiträge zur Encyclopedia Britannica und 77 Biographien von Personen des 15. und 16. Jahrhunderts für den Dictionary of National Biography.
1897 wurde er Ehrendoktor (LLD) der Universität Edinburgh und 1900 Companion des Order of the Bath.

## Schriften (Auswahl)
- Richard III., London, 1878
- Henry VII., London, 1889
- The Houses of Lancaster and York, London, 1874
- The English Church in the 16th century, London, 1902
- Lollardy and the Reformation in England, 1908